# Elymnias parce
Elymnias parce är en fjärilsart som beskrevs av Otto Staudinger 1889. Elymnias parce ingår i släktet Elymnias och familjen praktfjärilar. Inga underarter finns listade i Catalogue of Life.